# Verchnesaldinskij rajon
Il Verchnesaldinskij rajon (in russo Верхнесалдинский район?) è un distretto nell'oblast' di Sverdlovsk, in Russia. Entro i confini del distretto (rajon) si trova il distretto urbano Verchnesaldinskij (Verchnesaldinskij gorodskoj okrug, Верхнесалдинский городской округ), una formazione municipale (municipal'noe obrazovanie) della regione. Il centro amministrativo è la città di Verchnjaja Salda. 
I maggiori corsi d'acqua del territorio sono il Tagil che scorre attraverso il nord da ovest a est e il suo affluente Salda che attraversa il capoluogo del distretto.